# Johnnie Ray (album 1956)
Johnnie Ray è una raccolta su album dell'omonimo cantante pop statunitense, pubblicato dalla Epic Records nel gennaio 1956.

## Tracce

### LP (1956, Epic Records, LN 1120)
Lato A
1. Cry – 2:59 (Churchill Kohlman) – Registrato il 16 ottobre 1951 a New York
2. Tell the Lady I Said Goodbye – 2:39 (Johnnie Ray) – Registrato il 28 maggio 1951 a Detroit, Michigan
3. Whiskey and Gin – 2:43 (Johnnie Ray) – Registrato il 28 maggio 1951 a Detroit, Michigan

Lato B
1. The Little White Cloud That Cried – 3:10 (Johnnie Ray) – Registrato il 15 ottobre 1951 a New York
2. Give Me Time – 3:11 (Alec Wilder) – Registrato il 15 ottobre 1951 a New York
3. Out in the Cold Again – 2:53 (testo: Ted Koehler – musica: Rube Bloom) – Registrato il 16 ottobre 1951 a New York

## Musicisti
- Johnnie Ray – voce
- Mundell Lowe – chitarra (A1, B1, B2 e B3)
- Buddy Weed – pianoforte (A1 e B3)
- Stan Freeman – pianoforte (B1 e B2)
- Lucky Thompson – sassofono (B1 e B2)
- Eddie Safranski – contrabbasso (A1, B1, B2 e B3)
- Ed Shaughnessy – batteria (A1, B1, B2 e B3)
- The Four Lads – cori (A1, B1, B2 e B3)[2]
- Maurice King – direttore orchestra, (A2 e A3) sassofono [3]
- His Wolverines (Thomas Bowles, Louis Barnett, Russell Green, Neil Robinson, Clarence Sherrill e Elbert Langford) – strumenti vari (A2 e A3)

### Produzione
- Mitch Miller – produzione